# Ostiář
Ostiář (latinsky ostiarius – dveřník) byl křesťanský duchovní s nejnižším stupněm svěcení. Ostiáři existovali jen v západní církvi a u Arménů. Nejstarší zmínka o ostiáři pochází z dopisu sepsaného sv. Kornéliem v roce 251.

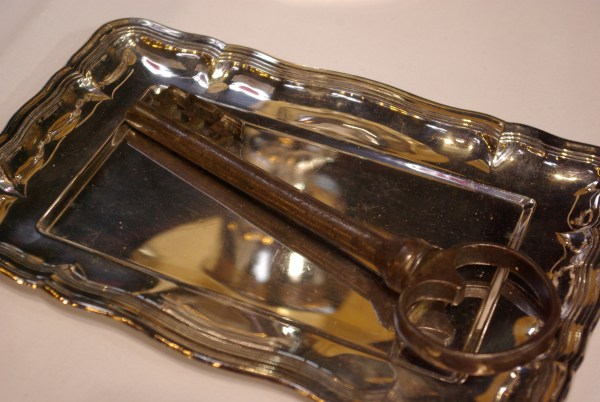
Symbolický klíč pro ostiaria, předávaný při svěcení.

## Historie
V prvotní církvi měl ostiář především za úkol dbát na to, aby se bohoslužeb nezúčastnil nikdo nepovolaný a aby katechumeni po kázání opustili kostel, také často bývali posly biskupů a byli pověřeni přivoláváním k bohoslužbám zvoněním.[zdroj?] Od 5. století však ostiáři tyto úkoly již fakticky nevykonávali (postupně je převzal kostelník) a ostiariát zůstal pouze jedním z nižších svěcení, jako nutnou podmínkou pro budoucí kněžství. Tridentský koncil v 16. století vyvinul snahu o to, aby funkce ostiáře znovu došla své původní náplně – měl se starat o kostel, přípravu mše svaté a hřbitov, ale nakonec to uskutečněno nebylo. 

## Charakteristika
Nakonec ostiariát zrušil papež Pavel VI. apoštolským listem Ministeria quaedam ze dne 15. srpna 1972 s účinností od 1. ledna 1973. Přesto však v některých zemích (např. ve Švýcarsku) ostiáři existují doposud, ale jen jakožto služba, tedy podobně jako v České republice lektor a akolyta. Vatikán totiž ponechal jednotlivým biskupským konferencím možnost zavedení této služby.[zdroj?] V některých tradicionalistických uskupeních – např. Institut Krista Krále či Kněžské bratrstvo svatého Petra – tedy uskupeních uvnitř Církve, které mají právo sloužit tradiční mši svatou, neboli tridentskou mši, funkce ostiáře stejně jako ostatní Pavlem VI. zrušená svěcení existuje.